# Erwan Käser
Erwan Käser (* 8. Juni 1992) ist ein Schweizer Skilangläufer.

## Werdegang
Käser erzielte sein erstes Top-10-Resultat im Skilanglauf-Alpencup im Januar 2013 mit Rang neun über 10 km Freistil in Oberwiesenthal und gab im Februar 2013 sein Debüt im Skilanglauf-Weltcup, bei dem er in Davos Platz 62 im Sprint und Rang 69 über 15 km Freistil erreichte. Seine ersten Weltcuppunkte erzielte Käser im Dezember 2014 mit Rang 27 beim ersten Sprint in Davos. Im Anschluss startete er auch bei der Tour de Ski 2015, bei der er sich auf der Sprintetappe in Val Müstair mit Platz 27 erneut in den Punkterängen platzieren konnte; das Etappenrennen beendete er jedoch nicht. Im Februar 2015 erreichte er beim Sprint in Campra mit Rang drei erstmals das Podium im Alpencup.  Bei den Schweizer Meisterschaften 2016 in Zweisimmen siegte er mit der Staffel und bei den Schweizer Meisterschaften 2017 in Val Müstair zusammen mit Ueli Schnider im Teamsprint. Im Februar 2018 lief er bei den Olympischen Winterspielen in Pyeongchang auf den 50. Platz im Sprint. Im folgenden Monat wurde er Schweizer Meister mit der Staffel und Zweiter im Sprint. Ende Februar 2019 siegte er beim Gommerlauf. Bei den Schweizer Meisterschaften 2019 in Engelberg holte er die Bronzemedaille in der Verfolgung und jeweils die Goldmedaille im Sprint sowie zusammen mit Ueli Schnider im Teamsprint. Bei den nordischen Skiweltmeisterschaften in Oberstdorf zwei Jahre später, lief er auf den 52. Platz im Sprint und siegte bei den Schweizer Meisterschaften in Sedrun erneut mit Ueli Schnider im Teamsprint.

## Teilnahmen an Weltmeisterschaften und Olympischen Winterspielen

### Olympische Spiele
- 2018 Pyeongchang: 48. Platz Sprint klassisch

### Nordische Skiweltmeisterschaften
- 2021 Oberstdorf: 52. Platz Sprint klassisch
- 2023 Planica: 31. Platz Sprint klassisch

## Platzierungen im Weltcup

### Weltcup-Statistik
Die Tabelle zeigt die erreichten Platzierungen im Einzelnen.
- 1.–3. Platz: Anzahl der Podiumsplatzierungen
- Top 10: Anzahl der Platzierungen unter den ersten zehn
- Punkteränge: Anzahl der Platzierungen innerhalb der Punkteränge
- Starts: Anzahl gelaufener Rennen in der jeweiligen Disziplin
- Hinweis: Bei den Distanzrennen erfolgt die Einordnung gemäss FIS.

| Platzierung               | Distanzrennen a | Distanzrennen a | Distanzrennen a | Distanzrennen a | Distanzrennen a | Skiathlon Verfolgung | Sprint | Etappen- rennen b | Gesamt | Team c | Team c  |
| Platzierung               | ≤ 5 km          | ≤ 10 km         | ≤ 15 km         | ≤ 30 km         | > 30 km         | Skiathlon Verfolgung | Sprint | Etappen- rennen b | Gesamt | Sprint | Staffel |
| ------------------------- | --------------- | --------------- | --------------- | --------------- | --------------- | -------------------- | ------ | ----------------- | ------ | ------ | ------- |
| 1. Platz                  |                 |                 |                 |                 |                 |                      |        |                   |        |        |         |
| 2. Platz                  |                 |                 |                 |                 |                 |                      |        |                   |        |        |         |
| 3. Platz                  |                 |                 |                 |                 |                 |                      |        |                   |        |        |         |
| Top 10                    |                 |                 |                 |                 |                 |                      |        |                   |        | 5      |         |
| Punkteränge               |                 |                 |                 |                 |                 | 1                    | 23     |                   | 24     | 8      | 3       |
| Starts                    | 1               | 4               | 19              | 3               |                 | 6                    | 62     |                   | 95     | 8      | 3       |
| Stand: Saisonende 2024/25 |                 |                 |                 |                 |                 |                      |        |                   |        |        |         |

### Weltcup-Gesamtplatzierungen
| Saison  | Gesamt | Gesamt | Distanz | Distanz | Sprint | Sprint |
| Saison  | Punkte | Platz  | Punkte  | Platz   | Punkte | Platz  |
| ------- | ------ | ------ | ------- | ------- | ------ | ------ |
| 2014/15 | 8      | 135.   | -       | -       | 8      | 80.    |
| 2015/16 | -      | -      | -       | -       | -      | -      |
| 2016/17 | 18     | 117.   | 10      | 94.     | 8      | 79.    |
| 2017/18 | 19     | 109.   | -       | -       | 19     | 56.    |
| 2018/19 | -      | -      | -       | -       | -      | -      |
| 2019/20 | 3      | 145.   | -       | -       | 3      | 86.    |
| 2020/21 | 40     | 78.    | -       | -       | 40     | 36.    |
| 2021/22 | 14     | 119.   | -       | -       | 14     | 66.    |
| 2022/23 | 138    | 97.    | -       | -       | 138    | 48.    |
| 2023/24 | 15     | 169.   | -       | -       | 15     | 103.   |